# 美桐
美桐（学名：Platanus occidentalis），又称一球悬铃木，为悬铃木科悬铃木属的植物。分布于北美洲以及中国大陆的中部、北部等地，目前已由人工引种栽培。

## 别名
美国梧桐（陈嵘，中国树木分类学）